# Hangover (Coez)
Hangover è un singolo del rapper italiano Coez, pubblicato il 15 marzo 2012 come primo estratto dall'album Non erano fiori.

## Video musicale
Il 22 marzo 2013 è stato pubblicato su YouTube il video ufficiale del brano.

## Tracce
Testi di Coez, musiche di Coez e Riccardo Sinigallia.
1. Hangover – 3:12